# 华北百蕊草
华北百蕊草（学名：Thesium cathaicum）为檀香科百蕊草属下的一个种。

## 扩展阅读
- 維基物種上的相關：华北百蕊草